# Imam Adżyjew
Imam Musajewicz Adżyjew (ros. Имам Мусаевич Аджиев; ur. 24 marca 1994) – rosyjski zapaśnik startujący w stylu wolnym. Drugi w Pucharze Świata w 2016. Trzeci na mistrzostwach Rosji w 2017. Mistrz Europy juniorów w 2014. Wygrał ME U-23 w 2016 i trzeci w 2017 roku.